# Пробка-клуб
Пробка-клуб — это социальный клуб, членам которого всегда приходится носить с собой пробку.
Всякий раз, когда встречаются два члена такого клуба, каждый из них может потребовать, чтобы другой показал свою пробку.
Член, который не может показать пробку, например, потому что он забыл её дома, должен заплатить небольшой денежный штраф.
Деньги, которые собираются посредством этих штрафов, обычно используются для покупки пива на следующем клубном собрании.
Пробка-клубы существовали, по крайней мере, с середины двадцатого века в немецкой земле Бавария.
Иногда пробка-клубы также поддерживают благотворительные проекты.. В Баварии насчитывается более 100 пробка-клубов.